# زور الصارمیه
زور الصارمیه (به عربی: زور الصارمیة) یک روستا در سوریه است که در حماه واقع شده‌است. زور الصارمیه ۵۳۸ نفر جمعیت دارد.